# Хајрудин Капетановић
Хајрудин Хајро Капетановић (Босански Нови, 10. мај 1917 — Београд, 20. септембар 2001) био је учесник Народноослободилачка борба и друштвено-политички радник СР Босне и Херцеговине.

## Биографија
Завршио је трговачку академију и студирао економију на Високој економској школи у Загребу. Члан СКОЈ-а постао је 1939, а Комунистичке партије Југославије 1940. године. У Народноослободилачку борбу је ступио 1941. године. Био је замјеник комесара чете, руководилац Политичког одјељења (Политодјела) 8. крајишке бригаде и замјеник комесара 6. крајишке бригаде Народноослободилачке војске Југославије. Секретар Обласног комитета КПЈ за Козару био је 1943, а при крају рата секретар ОК КПЈ за Бихаћ и Цазинску Крајину. Послије рата био је секретар ОК КПЈ за Сарајево, а потом и за Бању Луку. Био је министар за финансије у Влади Народне Републике Босне и Херцеговине, члан Извршног вијећа СРБиХ, те предсједник Привредне коморе НРБиХ и члан Савјета федерације. Неколико пута биран је за посланика у скупштинама Југославије и БиХ. Носилац је Споменице 1941. Одликован је Орденом народног ослобођења, Орденом братства и јединства са златним вијенцем, Орденом за храброст, Орденом заслуга за народ II реда и др.